# هانا مانشيني
هانا مانشيني (بالإنجليزية: Hannah Mancini)‏ هي مغنية أمريكية، ولدت في 22 يناير 1980 في لوس أنجلوس في الولايات المتحدة.

## وصلات خارجية
- هانا مانشيني على موقع ميوزك برينز (الإنجليزية)
- هانا مانشيني على موقع أول ميوزيك (الإنجليزية)
- هانا مانشيني على موقع ديسكوغز (الإنجليزية)